# Academia de Nepal
La Academia de Nepal (en nepalí: नेपाल राजकीय प्रज्ञा–प्रतिष्ठान romanización: nēpāla rājakīya prajñā–pratiṣṭhāna), formalmente Real Academia de Nepal (en nepalí: नेपाल प्रज्ञा–प्रतिष्ठान romanización: nēpāla prajñā–pratiṣṭhāna), es un cuerpo de apéndice autónomo en Nepal establecido para la promoción de las lenguas, literatura, cultura, filosofía y ciencias sociales de Nepal. La búsqueda de comisiones de la academia y objetivos para promover el desarrollo de esfuerzo cultural e intelectual por coordinar actividades nacionales e internacionales. El canciller actual de la Academia es Sr. Bhupal Rai y Dr.Dhan Prasad Subedi Es el secretario de miembro.
Un movimiento para una academia cultural nacional de Nepal empezó durante el siglo XX, con las figuras nacionales que piden su establecimiento, incluyendo el poeta nepalí y Ministro anterior para Educación, Laxmi Prasad Devkota. La Academia estuvo establecida en junio de 1957 cuando la Academia de Nepal de Literatura y Arte. Fue nombrada más tarde como la Real Academia de Nepal que sigue el paso de la Ley de la Real Academia de Nepal, 1974. Después de la transición de Nepal a una república en 2008, fue rebautizada la Academia de Nepal, por provisión de la Ley de la Academia del Nepal 2007 promulgada por el Parlamento de Nepal.
La Academia anualmente organiza el Festival Nacional de Múscia Folclórica y Danza, el Festival Cultural Nacional, un celebración Bhanu Jayanti para conmemorar el poeta Bhanubhakta Acharya, rendimientos de etapa y una competición de poesía nacional.

## Departamentos
Una reunión del consejo académico el 8 de enero de 2019 formó once departamentos temáticos.
- Departamento de Lengua (Idioma nepalí, diccionario y gramática)
- Departamento de Cultura
- Departamento de Filosofía
- Departamento de Ciencias Sociales
- Departamento de Lengua (Lengua de Madre, Diccionario y Gramática)
- Departamento de Literatura (Poesía)
- Departamento de Literatura (Traducción)
- Departamento de Literatura (Prosa/Ficción)
- Departamento de Literatura (Crítica y Ensayos)
- Departamento de Literatura (Lengua nativa)
- Departamento de Literatura (Folclore y Literatura de Niños)

## Galería

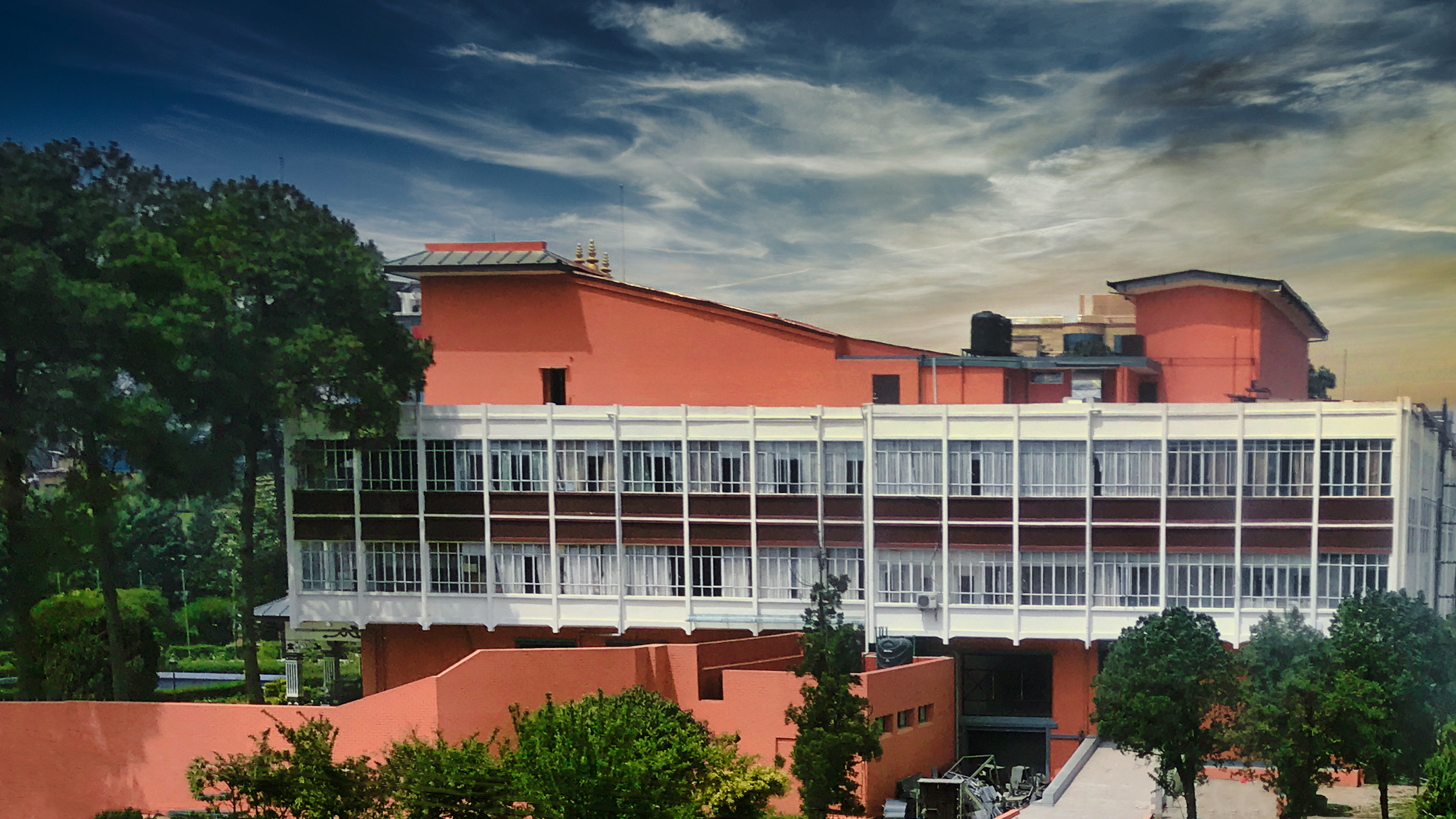
Exterior de la Academia de Nepal
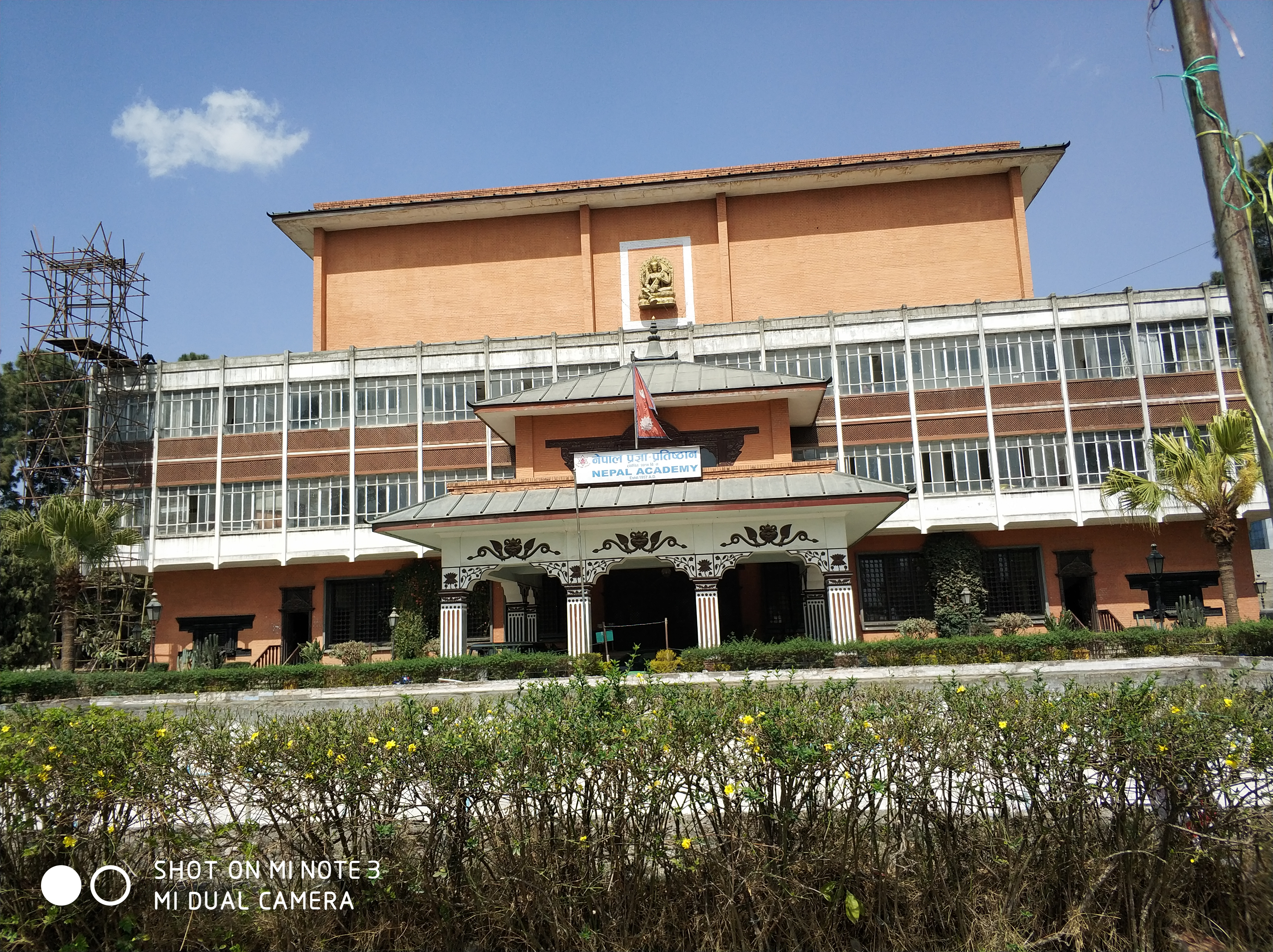
Edificio de la Academia de Nepal, Kamaladi, Kathmandu
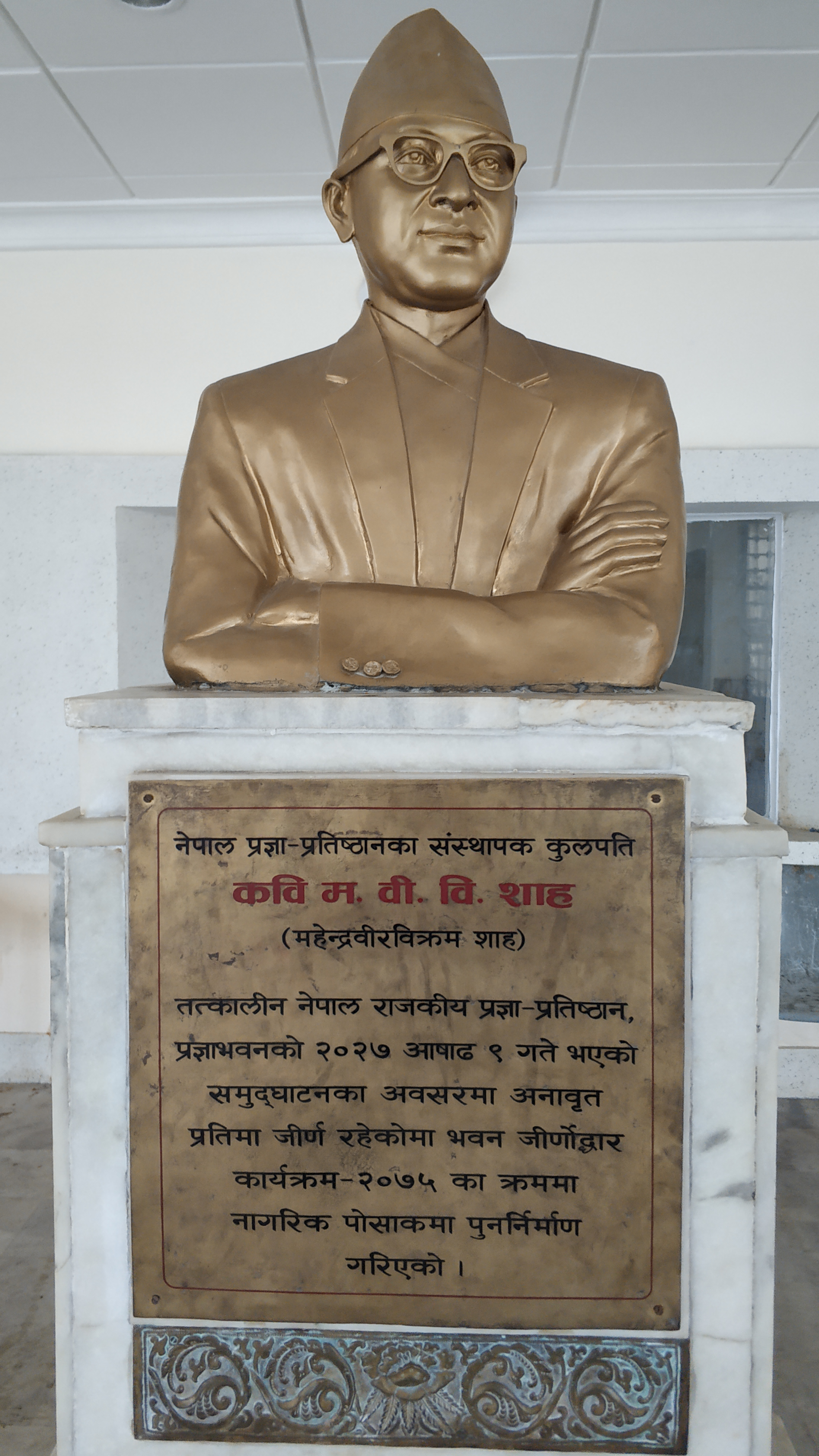
Estatua del canciller fundador de la Academia de Nepal, MBB Shah
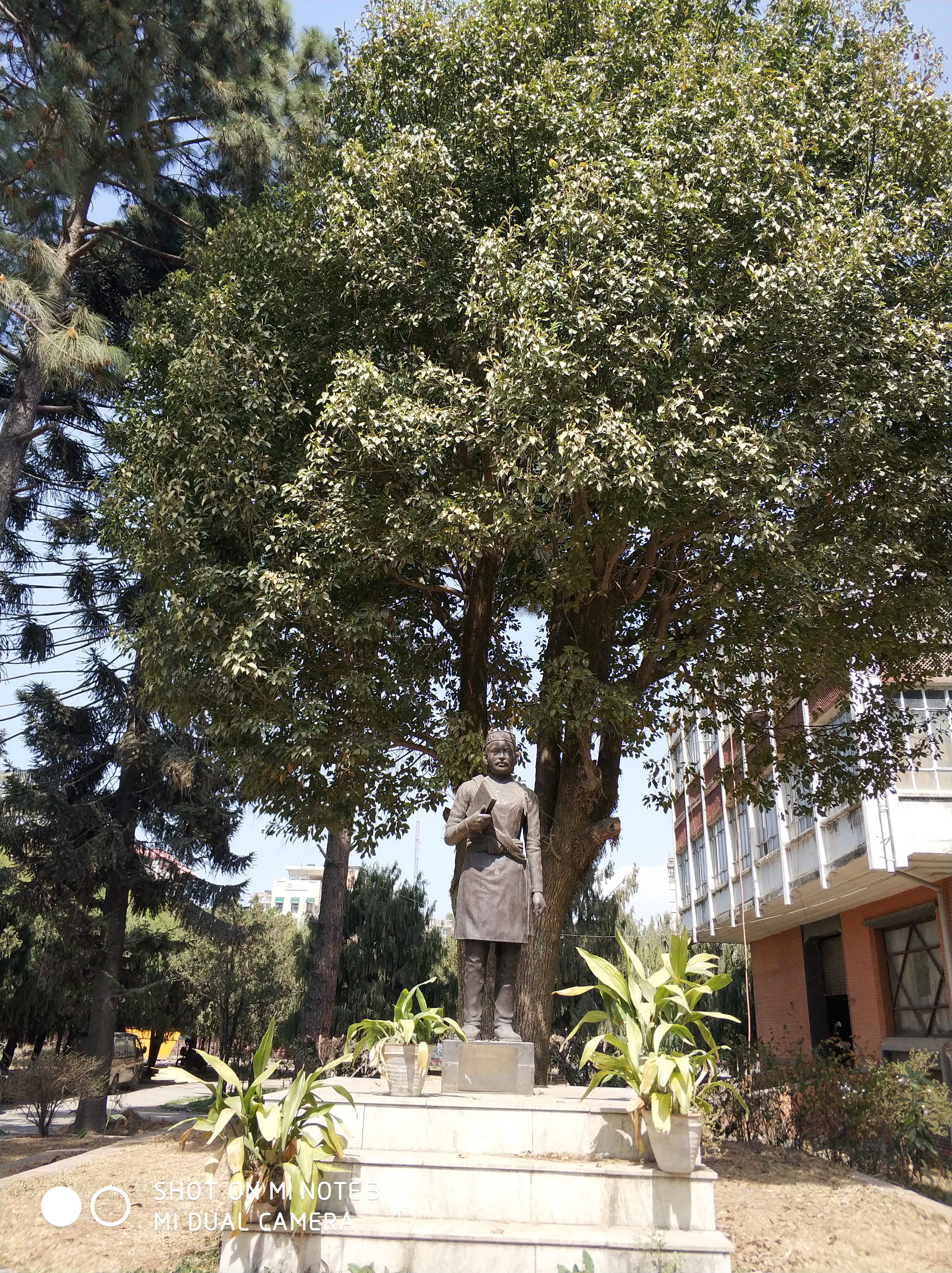
Estatua de Bhanubhakta Acharya en la Academia de Nepal